# 全泰勋
全泰勋（1919年6月18日—），浙江绍兴人。
全泰勋1939年从浙江省立临时联合高级中学毕业后，考入武汉大学并获法学士学位。其后赴美国留学，先后获犹他大学科学硕士、宾夕法尼亚大学哲学博士。毕业后，曾担任过宾夕法尼亚大学外交政策研究所副研究员、费尔里·狄金生大学国际问题研究院教授、纽约市亨德学院客座教授、西东大学教授、纽约州立大学教授等职。1970年时，当选皇家亚洲学会院士。